# Kuczaba
Kuczaba (niem. Hocke) – szczyt o wysokości 651 m n.p.m., znajdujący się w Górach Sowich, niedaleko Jodłownika, na skraju powiatu dzierżoniowskiego. Szczyt znajduje się tuż przy granicy z powiatem ząbkowickim.
Wzniesienie znajduje się w bocznym ramieniu, odchodzącym ku północy od głównego grzbietu Gór Sowich między Wigancicką Polaną a Przełęczą Woliborską.
Masyw zbudowany z prekambryjskich gnejsów i migmatytów, z soczewkami amfibolitów.
Z góry rozpościera się widok na Bielawę z jednej strony i Przełęcz Woliborską z drugiej strony.
Góra pokryta jest lasem, przez który prowadzi ścieżka do Jodłownika.

## Szlaki turystyczne
W pobliżu szczytu przechodzi  szlak turystyczny z Nowej Bielawy na Przełęcz Woliborską.